# Bedwetters
Betwetters — эстонская поп-панк-группа, сформированная в сентябре 2004 года.Обрела популярность весной 2007-го года, победив в конкурсе для молодых музыкальных групп «Noorteband 2007». В полном составе группа не играла с мая 2013 по июнь 2022 года.

## Достижения
Одним из главных призов конкурса, который выиграли Bedwetters, была съемка музыкального клипа с известным эстонским клипмейкером Масой (Supersonic). Клип на «Dramatic Letter To Conscience» («Драматическое письмо к совести») получил высокую ротацию на MTV Baltic, и группа стала чрезвычайно популярной во всех трёх странах Балтии, после чего они стали одними из немногих балтийских исполнителей, которые были номинированы на MTV EMA Munich 2007 в категории «Новые звуки Европы». 1 ноября Нелли Фуртадо и Snoop Dogg вручили им премию MTV, став первыми эстонскими артистами, когда-либо получившими премию MTV.

## История
Весной 2008 года Bedwetters выступили в поддержку Good Charlotte & Avril Lavigne в Таллине и провели лето в турне по Прибалтике, деля фестивальные сцены с такими музыкантами, как Franz Ferdinand, Reamonn, Justice и многими другими.
Летом 2008 года Bedwetters подписали контракт со шведским звукозаписывающим лейблом I Can Hear Music (TMC Entertainment), и могли начать работу над дебютным альбомом. Петтер Ланц (экс-Lambretta) был выбран для продюсирования материала, который группа написала весной и летом 2008 года. Группа отправилась в студию в декабре, и запись была закончена в конце января 2009 года. «Meet the Fucking Bedwetters» был выпущен в Эстонии и по всему миру (iTunes) 20 апреля 2009 года.
Клип на первый сингл «Long.Some.Distance» с дебютного альбома был снят режиссером Хенриком Хансоном, давним редактором шведских клипмейкеров Йонаса Акерлунда и Йохана Ренка (RAF). Видео получило самую высокую ротацию на MTV Baltics (Эстония, Латвия, Литва) и премию MTV Fresh award. Видео также транслировалось на MTV Швеции и Финляндии.
В 2009 и 2010 годах Bedwetters гастролировали по странам Балтии, играя на таких фестивалях, как Positivus, Be2gether, Fonofest, Baltic Beach Party, Reiu Rock и Rock Nights вместе с Moby, Питом Доэрти, Шинейд О’Коннор, Polarkreis 18, The Rasmus, ATB и многими другими.
16 августа 2010 года на Radio 2 в Эстонии, Radio 101 в Латвии, Opus3 в Литве и Radio Afera в Польше состоялась премьера нового сингла группы «Hayley». Клип на песню «Hayley» был снят 5-8 августа в их родном городе Пярну.
В мае 2013 года группа решила распасться и провести свой заключительный концерт 31 мая 2013 года в своем родном городе Пярну.
В 2023 году группа приняла участие в Eesti Laul 2023, предварительном отборе для участия Эстонии в конкурсе песни «Евровидение-2023» с песней «Monsters». Они соревновались в первом полуфинале и сумели пройти в финал.

## Участники
- Йосеп Ярвесаар — вокал
- Карл-Кристьян Кинги — ударные, бэк-вокал
- Рауно Кутти — гитара, бэк-вокал
- Михкель Миттус — гитара, бэк-вокал
- Каспар Коппел — бас-гитара.[1]

## Дискография

### Альбомы
- Meet the Fucking Bedwetters (20 April 2009)[1]

### Синглы
- «Dramatic Letter to Conscience» (2007)
- «So Long Nanny» (2008)
- «Long.Some.Distance» (2009)
- «Source of Inspiration» (2009)
- «Someone Worthless» (2009)
- «Hayley» (2010)